# Championnat du Suriname de football 1991
Navigation
Saison suivante
La saison 1991 du Championnat du Suriname de football est la cinquante-huitième édition de la Hoofdklasse, le championnat de première division au Suriname. Les dix formations de l'élite sont réunies au sein d'une poule unique où elles s'affrontent deux fois au cours de la saison. À l'issue du championnat, les deux derniers sont relégués et remplacés par les deux meilleures équipes de deuxième division.
C'est le tenant du titre, le SV Transvaal qui remporte à nouveau la compétition cette saison après avoir terminé en tête du classement final, avec un seul point d’avance sur le SV Robinhood et trois sur le SV Leo Victor. Il s’agit du seizième titre de champion du Suriname de l'histoire du club.

## Les clubs participants
- SV Remo - Promu de Eerste Klasse
- PVV
- Sportvereniging Nationaal Leger
- SV De Rest
- SV Leo Victor
- SV Tuna
- SV Voorwaarts
- SV Transvaal
- SV Corona Boys - Promu de Eerste Klasse
- SV Robinhood

## Compétition
Le barème de points servant à établir le classement se décompose ainsi :
- Victoire : 2 points
- Match nul : 1 point
- Défaite : 0 point

### Classement
| Rang | Équipe                          | Pts | J  | G  | N  | P | Bp | Bc | Diff |
| ---- | ------------------------------- | --- | -- | -- | -- | - | -- | -- | ---- |
| 1    | SV TransvaalT                   | 26  | 18 | 10 | 6  | 2 | 32 | 16 | +16  |
| 2    | SV Robinhood                    | 25  | 18 | 9  | 7  | 2 | 31 | 17 | +14  |
| 3    | SV Leo Victor                   | 23  | 18 | 8  | 7  | 3 | 25 | 15 | +10  |
| 4    | Sportvereniging Nationaal Leger | 19  | 18 | 7  | 5  | 6 | 22 | 23 | -1   |
| 5    | SV De Rest                      | 19  | 18 | 6  | 7  | 5 | 18 | 19 | -1   |
| 6    | SV Corona BoysP                 | 15  | 18 | 5  | 5  | 8 | 22 | 27 | -5   |
| 7    | SV RemoP                        | 15  | 18 | 3  | 9  | 6 | 15 | 23 | -8   |
| 8    | SV Tuna                         | 14  | 18 | 2  | 10 | 6 | 13 | 21 | -8   |
| 9    | SV Voorwaarts                   | 13  | 18 | 4  | 5  | 9 | 15 | 22 | -7   |
| 10   | PVV                             | 11  | 18 | 0  | 11 | 7 | 14 | 24 | -10  |

|  | Qualification pour la Coupe des champions de la CONCACAF 1992 |
|  | Relégation en Eerste Klasse                                   |
|  | T : Tenant du titre P : Promu de Eerste Klasse                |

## Bilan de la saison
| Championnat du Suriname de football 1991 |                          |
| Champion                                 | SV Transvaal (16e titre) |
| Qualifications continentales             |                          |
| Coupe des champions de la CONCACAF 1992  | SV Transvaal             |
| Coupe des champions de la CONCACAF 1992  | SV Robinhood             |
| Promotions et relégations                |                          |
| Promus en Hoofdklasse                    | SV Boxel                 |
| Promus en Hoofdklasse                    | SV Santos                |
| Relégués en Eerste Klasse                | SV Voorwaarts            |
| Relégués en Eerste Klasse                | PVV                      |